# جهان موریسی
«جهان موریسی» آلبومی از هنرمند اهل انگلستان موریسی است که در سال ۱۹۹۵ میلادی منتشر شد.